# Ferdinando Fontana
Ferdinando Fontana (Milano, 30 gennaio 1850 – Lugano, 10 maggio 1919) è stato un commediografo, librettista e scrittore italiano, ricordato oggi per aver fornito a Puccini i libretti delle sue prime due opere, Le Villi e Edgar.

## Biografia

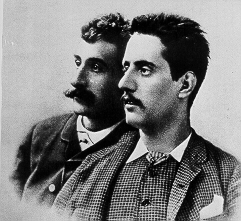
Ferdinando Fontana (a sinistra) con Giacomo Puccini, intorno al 1885

Nato in una famiglia di artisti - sia il padre Carlo che il fratello Roberto furono pittori - a sette anni entrò nel collegio dei Barnabiti, per passare poi al collegio Zambelli. Ancora giovane, dovette abbandonare gli studi a causa della morte della madre, per provvedere a sé e a due sorelle minori.

In questo periodo svolse i mestieri più umili, finché fu assunto al Corriere di Milano come correttore di bozze. Fu così che Fontana entrò in contatto col mondo del giornalismo e delle lettere.
Esponente della seconda Scapigliatura, fu uno scrittore molto versatile: oltre alle commedie e ai libretti scrisse poesie, anche in dialetto, libri di viaggi e fu un apprezzato giornalista, tra l'altro del Corriere della Sera. Tra il 1878 e il 1879 fu corrispondente da Berlino per la Gazzetta Piemontese (oggi La Stampa).
Convinto e acceso socialista, partecipò ai moti milanesi del 1898. A causa delle repressioni che ne seguirono dovette rifugiarsi in Svizzera (a Montagnola, nei pressi di Lugano, fu ospitato in una casa architettonicamente molto originale che divenne più tardi la dimora dello scrittore Hermann Hesse). Rimase in Ticino fino alla morte, riducendo drasticamente la sua attività letteraria e conducendo una vita modestissima.
Scrisse due commedie in lingua lombarda (dialetto milanese): La Pina Madamin e La Statôa del sciôr Incioda, che ottennero un notevole successo e che furono interpretate da Edoardo Ferravilla, ritenuto il più grande comico del teatro milanese.
Durante il suo periodo milanese scrisse diversi libretti, due dei quali per Alberto Franchetti, oltre a quelli già ricordati per Le Villi e Edgar di Puccini, libretti che si contraddistinguono per un fantasmagorico senso teatrale.
Tradusse inoltre in italiano numerose operette, tra cui La vedova allegra e Il conte di Lussemburgo di Lehár.

## Testi per musica
Quando non diversamente indicato, si tratta di libretti d'opera.

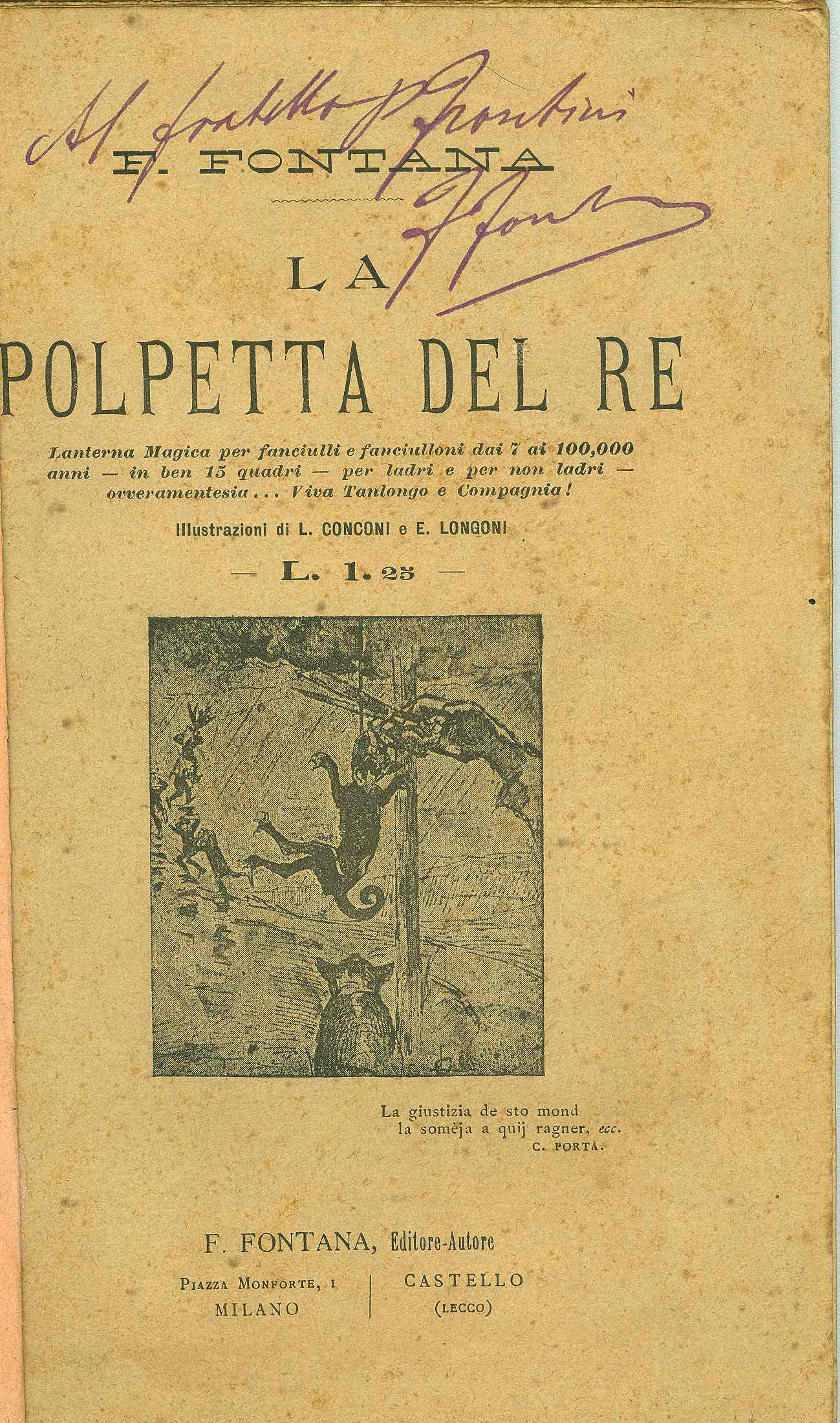
frontespizio - "La polpetta del Re", commediola in dialetto meneghino, edizione del 1894, corredata dalle illustrazioni di Conconi e Longoni, con la storia del Scianin racconta la storia di tutti i poveretti: "chi ruba milioni acquista gloria; guai, invece, a chi ruba pochi quattrini". Con dedica a Francesco Paolo Frontini

- El marchionn di gamb avert, dal poemetto Lament del Marchionn di gamb avert di Carlo Porta, musica di Enrico Bernardi (Milano, 14 luglio 1875)
- Il conte di Montecristo, completamento di un libretto incompiuto di Emilio Praga, musica di Raffaele Dell'Aquila (Milano, 14 giugno 1876)
- Maria e Taide, musica di Nicolò Massa (agosto 1876)
- La cieca, musica di Nicolò Massa
- Il violino del diavolo, musica di Agostino Mercuri (Cagli, 12 settembre 1878)
- Aldo e Clarenza, musica di Nicolò Massa (11 aprile 1878)
- La Simona, musica di Benedetto Junck (Milano, 1978)
- Odio, dal dramma omonimo di Victorien Sardou, destinato ad Amilcare Ponchielli che non lo musicò; scritto tra il 1878 e il 1879.
- Maria Tudor, attribuito a Emilio Praga, musica di Antônio Carlos Gomes (27 marzo 1879)
- Il bandito, musica di Emilio Ferrari (Casale Monferrato, 5 dicembre 1880)
- La leggenda d'un rosajo, cantata, musica di Enrico Bertini (1883)
- Anna e Gualberto, musica di Luigi Mapelli (Milano, 4 maggio 1884)
- Le Villi, musica di Giacomo Puccini (Milano, 31 maggio 1884)
- Il Natale, racconti messi in musica da Giulio Ricordi sotto lo pseudonimo di Jules Burgmein (entro il 1884)

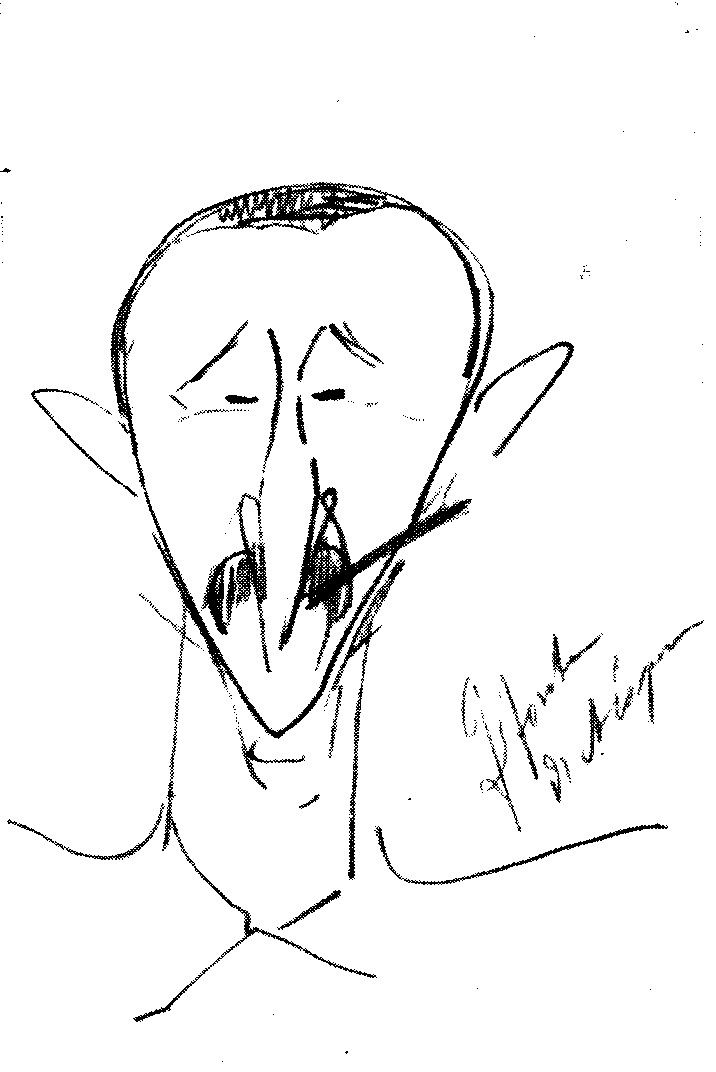
Ferdinando Fontana in una caricatura di Antonio Cagnoni.

- Il Valdese, musica di Giuseppe Ippolito Franchi-Verney della Valetta (Torino, 3 dicembre 1885)
- Flora mirabilis, musica di Spiro Samara (Milano, 16 maggio 1886)
- Il bacio, musica di Enrico Bertini, non rappresentata (1886)
- Il profeta del Korasan (o Mocanna), musica di Guglielmo Zuelli, non rappresentata (1886)
- Notte d'aprile, musica di Emilio Ferrari (Milano, 4 febbraio 1887)
- Colomba, musica di Vittorio Radeglia (Milano, 15 giugno 1887)
- Annibale, ballo, musica di Romualdo Marenco (1888)
- Asrael, musica di Alberto Franchetti (Reggio Emilia, 11 febbraio 1888)
- Edgar, musica di Giacomo Puccini (Milano, 21 aprile 1889)
- Zoroastro, musica di Alberto Franchetti, non rappresentata (1890)
- Il tempo, ballo, musica di Riccardo Bonicioli (3 gennaio 1891)
- Lionella, musica di Spiro Samara (Milano, 4 aprile 1891)
- Theora, musica di Ettore Edoardo Trucco (14 febbraio 1894)
- Duettin d'amore, scritto con Gaetano Sbodio, musica di Emilio Ferrari, (1895)
- La forza d'amore, musica di Arturo Buzzi-Peccia (Torino, 6 marzo 1897)
- Il signor di Pourceaugnac, tratto dalla commedia di Molière, musica di Alberto Franchetti (Milano, 10 aprile 1897)
- Mal d'amore, tratto da La medicina d'una ragazza malata di Paolo Ferrari, musica di Angelo Mascheroni (Milano, 30 aprile 1898)
- La lampada, musica di Ubaldo Pacchierotti (16 dicembre 1899)
- La notte di Natale, musica di Alberto Gentile (29 dicembre 1900)
- Il calvario, musica di Edoardo Bellini (Milano, 25 giugno 1901)
- La nereide, musica di Ulisse Trovati (14 novembre 1911)
- Sandha, musica di Felice Lattuada (Genova, 21 febbraio 1924)
- Maria Petrowna, musica di João Gomes de Araújo (composta nel 1903 ma rappresentata nel gennaio 1929)
- Elda, scritto in Svizzera, citato in: Natale Gallini, Incontro con Ferdinando Fontana
- La Simona, poemetto lirico tratto dalla settima novella della quarta giornata del Decameron, musica di Benedetto Iunck (senza data)
- Inno del Canton Ticino, varie canzoni lombarde e romanze musicate da vari compositori, tra cui Nicolò Massa e Francesco Paolo Tosti

## Traduzioni di libretti
- Medge, traduzione di un libretto di Pietro Eleazar, musica di Spiro Samara (11 dicembre 1888)
- La vedova allegra, traduzione del libretto di Victor Léon e Leo Stein per l'operetta di Franz Lehár
- Il conte di Lussemburgo, traduzione del libretto di Alfred Maria Willner e Robert Bodanzsky per l'operetta di Franz Lehár
- Amore di zingaro, traduzione del libretto di Alfred Maria Willner e Robert Bodanzsky per l'operetta di Franz Lehár
- Il figlio del principe, traduzione del libretto di Victor Léon per l'operetta di Franz Lehár
- Sangue polacco, traduzione del libretto di Leo Stein per l'operetta di Oskar Nedbal
- Il mangiadonne, traduzione del libretto di Leo Stein per l'operetta di Edmund Eysler

## Altre pubblicazioni
- Testo esplicativo ad un'edizione dei primi anni del Novecento delle poesie di Carlo Porta illustrate da Salvadori, Colombi-Borde, Bertini, Amero Cagnoni, Rossi, Agazzi, Società editrice "La Milano".